# Fabio De Gaspari
Fabio De Gaspari (ur. 4 grudnia 1966 w Padwie) – włoski lekkoatleta, który specjalizował się w rzucie oszczepem.
W 1991 oraz 1993 zdobywał srebrne medale igrzysk śródziemnomorskich. Uczestnik mistrzostw świata w Rzymie (1987). Z wynikiem 70,76 zajął 16. miejsce w swojej grupie eliminacyjnej i nie awansował do finału. W 1993 w Stuttgarcie podczas kolejnych mistrzostw świata rzucił 74,34 i ponownie nie awansował do finału. Mistrz Włoch w 1987, 1988, 1989, 1990, 1991, 1992, 1993, 1996 i 1997. Rekord życiowy: 79,30 (26 lipca 1989, Cesenatico).